# Валдериче
Валдериче (итал. Valderice) је насеље у Италији у округу Трапани, региону Сицилија.
Према процени из 2011. у насељу је живело 6827 становника. Насеље се налази на надморској висини од 264 м.

## Становништво
| 1931. | 1936. | 1951.  | 1961. | 1971.  | 1981.  | 1991.  | 2001.  | 2011.  |
| ----- | ----- | ------ | ----- | ------ | ------ | ------ | ------ | ------ |
| 9.205 | 9.133 | 10.195 | 9.899 | 10.201 | 10.126 | 10.613 | 11.374 | 11.951 |